# Benoit Peak
Benoit Peak är en bergstopp i Antarktis. Den ligger i Östantarktis. Nya Zeeland gör anspråk på området. Toppen på Benoit Peak är 1 838 meter över havet, eller 40 meter över den omgivande terrängen. Bredden vid basen är 0,85 km.
Terrängen runt Benoit Peak är kuperad åt nordost, men åt sydväst är den platt. Trakten är obefolkad. Det finns inga samhällen i närheten. 